# Hopkinsia
Hopkinsia es el nombre de un género con dos especies de plantas fanerógamas de la familia Anarthriaceae. Es originario del sudoeste de Australia.

## Taxonomía
El género fue descrito por William Vincent Fitzgerald y publicado en Journal of the Western Australia natural history society 1: 33. 1904.

## Especies
- Hopkinsia adscendens
- Hopkinsia anoectocolea